# Адолф Щраус
Адолф Щраус (на немски: Adolf Strauß) е немски офицер, генерал-полковник, участник в Първата и Втората световна война.

## Биография

### Ранен живот и Първа световна война (1914 – 1918)
Роден е на 6 септември 1879 г. в Шермке, провинция Саксония, Германска империя. Щраус се записва в кайзеровата армия на 15 март 1898 г. Заема различни длъжности по време на Първата световна война, а след края ѝ остава на служба в Райхсвера.

#### Междувоенен период
На 1 декември 1934 г. е повишен в генерал-майор.

### Втора световна война (1939 – 1945)
Като главнокомандващ на 2-ри армейски корпус, Щраус участва в Полската кампания през 1939 г. На 30 май 1940 г. е назначен за главнокомандващ на 9-а армия във Франция.

#### Германско-съветски фронт (1941)
По-късно е преместен на изток в група армии „Център“, за началото на операция „Барбароса“.
Поради здравословни причини, на 16 януари 1943 г. е свален от командване. След възстановяването си е назначен за комендант на Източния укрепен район.

#### Пленяване и смърт
След войната е в британски плен до освобождаването си през май 1949 г. Умира на 20 март 1973 г. в Любек, ФРГ.

## Военна декорация
| - Железен кръст (1914) – II (?) и I степен (?) - Рицарски кръст на Хоенцолерн (?) – с мечове - Бременски орден „Ханзейски кръст“ (?) - Любекски орден „Ханзейски кръст“ (?) - Орден с мечове – на дома Липишер (?) - Германска „Значка за раняване“ (?) – черна (?) - Австро-унгарски кръст „За заслуга“ – III степен (?) | - Германски орден „Кръст на честта“ (?) - Германско отличие „За заслуга във Вермахта“ – IV и I степен (?) - Сребърни пластинки към ордена Железен кръст (?) – II (?) и I степен (?) - Рицарски кръст (27 октомври 1939) - Упоменат 4-пъти в ежедневния доклад на „Вермахтберихт“ (6 – 7 август, 18 – 19 октомври 1941) |